# Luda-klasse
De Type 051 destroyer (NAVO-codenaam: Luda-klasse) waren de eerste oppervlakteoorlogsschepen ontworpen en gebouwd in China en daarnaast het eerste Chinese schip met een geïntegreerd oorlogsvoeringssysteem. Ze waren gebaseerd op de Sovjet Neustrashimy-klasse, met wat ontwerpinvloeden van de Kotlin-klasse.

## Geschiedenis
Eind jaren 1960 begon China met het testen van langeafstandsraketten voor het Chinese ruimtevaartprogramma, alsook het ICBM-programma. De Volksbevrijdingsmarine had slechts vier ex-Sovjet Gnevny-klassedestroyers (Anshan-klasse in Chinese dienst) op dat moment, die niet uitgerust waren voor lange oceaangaande missies. Het 701-instituut kreeg de opdracht om China's eerste zelfontworpen geleidewapendestroyers te ontwerpen, gemodelleerd naar de Sovjet Kotlin-klasse. Het ontwerp werd goedgekeurd in 1967 en de bouw van de eerste Type 051 Luda-klasse-destroyer begon in 1968.
In totaal werden er zeventien Luda-klasse-destroyers gebouwd tussen 1968 en 1991. Zestien zijn er nog in dienst. In de jaren 1990 kregen de schepen een grote update, waarbij de oude HY-1/HY-2-raketten werden vervangen door de YJ-83-raket (C-803) en de manuele kanonnen door automatische kanonnen. Voor luchtafweer werd een achtcels HQ-7 SAM-systeem geïnstalleerd.

## Schepen

### Luda I
Dit is de originele configuratie, waarbij sommige uitrusting varieerde per schip. Drie scheepswerven bouwden de dertien schepen van deze groep: schepen #106-110 in Luda, #131-134 in Zhongua en #160-164 in Kanton. Eenheid #160 kreeg te maken met een explosie in augustus 1978 en werd uiteindelijk gesloopt.
De originele Luda-destroyer was uitgerust met twee drievoudige HY-1- of HY-2-raketlanceerders, twee 130 mm kanonnen, een assortiment van 25 mm, 37 mm en 57 mm luchtafweerkanonnen. Twee Luda I-destroyers werden omgebouwd tot commandovariant, met een vergrote opbouw voor een C3I-luchtverdedigingscentrum, ZKJ-1-gevechtsdatasysteem en een type-381A-lange-afstandsradar.
- Xi'an (106) - uit dienst oktober 2007
- Yinchuan (107)
- Xining (108)
- Dalian (110) - commandovariant
- Nanking (131)
- Hefei (132) - commandovariant
- Chongqing (133)
- Zunyi (134)
- Changsha (161)
- Nanning (162)
- Nanchang (163)
- Guilin (164)

### Luda II
Twee Luda-klasse-destroyers werden aangepast voor ASW- en C3I-taken. Het achterste 130-mm-kanon en luchtafweerkanonnen werden verwijderd en vervangen door een helikopterdek, hangarruimte voor twee helikopters en een achtcels HQ-7-SAM-systeem. Een Chinese versie van het Thomson-CSF TAVITAC-gevechtsdatasysteem, ZKJ-4, werd toegevoegd voor de C3I-taken.
- Jinan (105) - omgebouwd van Luda I naar Luda II in 1987
- Kaifeng (109) - Opgewaardeerd met Crotale SAM en YJ-83-raketten (C-803)

### Luda III (051G1/G2)
De nieuwe Luda III kreeg de SJD-II- en SJD-4-sonarsystemen geïnstalleerd. Deze sonarsystemen waren in staat tot het detecteren van onderzeeërs bij snelheden van achttien knopen in de ruigste zeeën. Romp 166, de Zhuhai, werd uitgerust met vier dubbele YJ-8-lanceerders (C-801), een drievoudige A244-torpedolanceerder, TAVITAC-systeem en ESS-1 VDS gesleepte sonar.
- Zhanjiang (165)
- Zhuhai (166)